# Мурата Алта (Кјети)
Мурата Алта (итал. Murata Alta) је насеље у Италији у округу Кјети, региону Абруцо.
Према процени из 2011. у насељу је живело 56 становника. Насеље се налази на надморској висини од 80 м.